# Tony Brise
Anthony William Brise (Erith (Londen), 28 maart 1952 – Arkley (Londen), 29 november 1975) was een uitzonderlijk getalenteerde Formule 1 coureur uit Engeland. Hij won twee van de drie Britse F3 kampioenschappen in 1973. Hij nam deel aan tien F1 GP's en haalde één kampioenschapspunt.
Hij maakte zijn F1 debuut bij Williams op 27 april 1975 tijdens de GP van Spanje en eindigde als zevende. Daarna vertrok hij naar het Embassy Hill team van tweevoudig wereldkampioen Graham Hill, waar hij veel indruk maakte. In het najaar van 1975 kwam Brise om het leven toen hij met een Piper Aztec - bestuurd door Graham Hill - crashte nabij het vliegveld van Elstree bij Londen. Behalve Brise en Hill kwamen ook vier teamleden van het Embassy Hill team om het leven: ontwerper Andy Smallman en de monteurs Ray Brimble, Tony Alcock and Terry Richards.